# フランツ・ボップ
フランツ・ボップ（ドイツ語: Franz Bopp、1791年9月14日 - 1867年10月23日）は、インド・ヨーロッパ語族の比較研究で知られるドイツの言語学者。1825年からベルリン大学の教授を務めた。

## 経歴
1791年、マインツ生まれ。一家はマインツ共和国の政治的混乱によりアシャッフェンブルクへ移った。リセで教育を受け、カール・ヴィンディシュマンの東洋の言語と文学に関する著作に関心を抱いた。

## 研究内容・業績
- インド・ヨーロッパ語族の源流を科学的に研究する比較言語学は、フランツ・ボップ、ラスムス・ラスク、そしてグリム兄弟として有名なヤーコプ・グリムの3人から始まった。この3人はウィリアム・ジョーンズ (言語学者)がヨーロッパ諸語とサンスクリットの共通点を指摘した後に出生、研究の初出年も生没年も近似している。
- ボップはペルシャ語やサンスクリットを学び、『ギリシヤ・ラテン・ペルシャ・ゲルマン語動詞変化との比較におけるサンスクリットの動詞変化組織について』なる書籍を執筆して刊行した。その1816年は、比較言語学スタートの年とされている。